# Frocester
Frocester – wieś w Anglii, w hrabstwie Gloucestershire, w dystrykcie Stroud. Leży 17 km na południe od miasta Gloucester i 153 km na zachód od Londynu.